# Bandeira da Papua-Nova Guiné
A bandeira da Papua-Nova Guiné foi adoptada a 1 de Julho de 1971 na sequência de um concurso para uma nova bandeira ganho por uma jovem de 15 anos chamada Susan Huhume. A bandeira é fendida de negro e vermelho (negro à tralha, vermelho ao batente), apresentando na parte negra um Cruzeiro do Sul e na parte vermelha uma ave da espécie Paradisaea raggiana. Vermelho e negro são as cores tradicionais de muitas das tribos da Papua-Nova Guiné.

## Bandeiras históricas da Papua-Nova Guiné

Bandeira da Nova Guiné Alemã (1899-1914)
Bandeira do Território Australiano da Papua (1906-1949)
Bandeira do Território Australiano da Nova Guiné (1914-1949) e do Território da Papua e Nova Guiné (1949-1965)
Bandeira do Protectorado Australiano da Papua e Nova Guiné (1965-1970)
Bandeira do Protectorado Australiano da Papua e Nova Guiné (1970-1971)
Insígnia naval